# راؤول ريكو
راؤول ريكو (بالإسبانية: Raúl Rico)‏ (4 ديسمبر 1981 بغوادالاخارا في المكسيك - ) هو لاعب كرة قدم مكسيكي في مركز الدفاع. لعب مع نادي تيخوانا وأتلاتيكو إيرابواتو وتيبورونيس روخوس دي فيراكروز ونادي سيلايا وDelfines F.C. ‏ وسيمارونس دي سونورا ‏ ونادي كيريتارو.

## وصلات خارجية
- راؤول ريكو على موقع قاعدة بيانات كرة القدم.إي يو (الإنجليزية)
- راؤول ريكو على موقع AS.com (الإسبانية)